# Llac Cișmigiu
El llac Cișmigiu és un llac al centre de Bucarest, sector 1, als jardins de Cișmigiu. El llac té una superfície de 29.500 m² i una longitud d’1,3 km, una amplada de 50 metres i una profunditat d’1-2 metres. Durant l'hivern, el llac s'asseca artificialment i s'organitza un parc de patinatge al llit del llac. Prop del llac Cișmigiu, als jardins de Cișmigiu, hi ha el llac Lebedelor, molt més petit, reservat a les aus aquàtiques.

El llac es va formar a partir d’una antiga bifurcació del riu Dâmbovița i era conegut en temps de Matei Basarab com a Balta lui Dura neguțătorul.

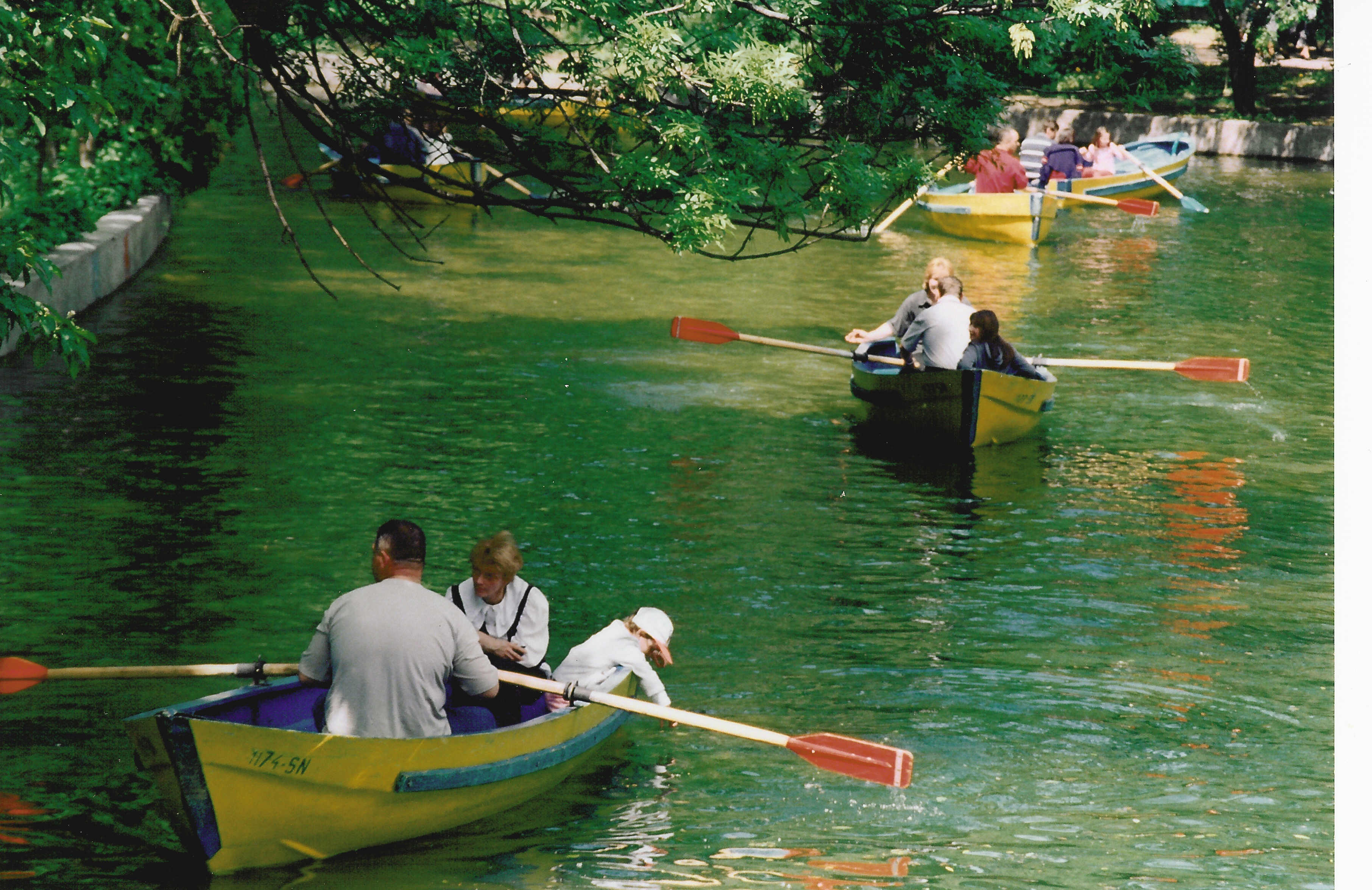
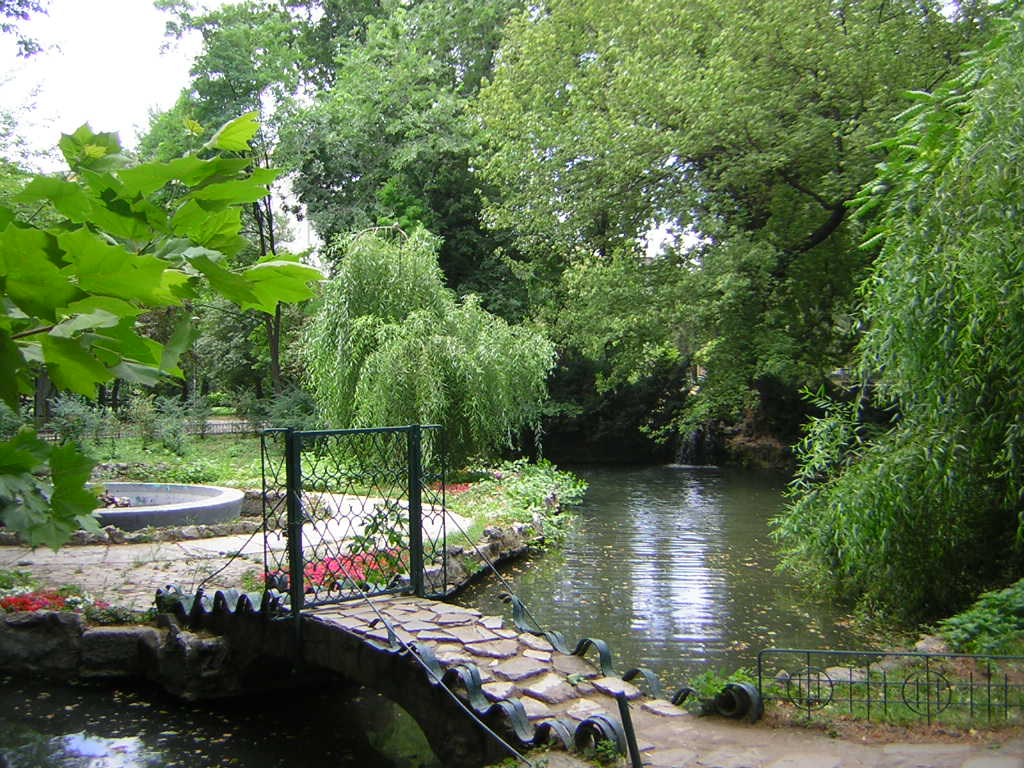
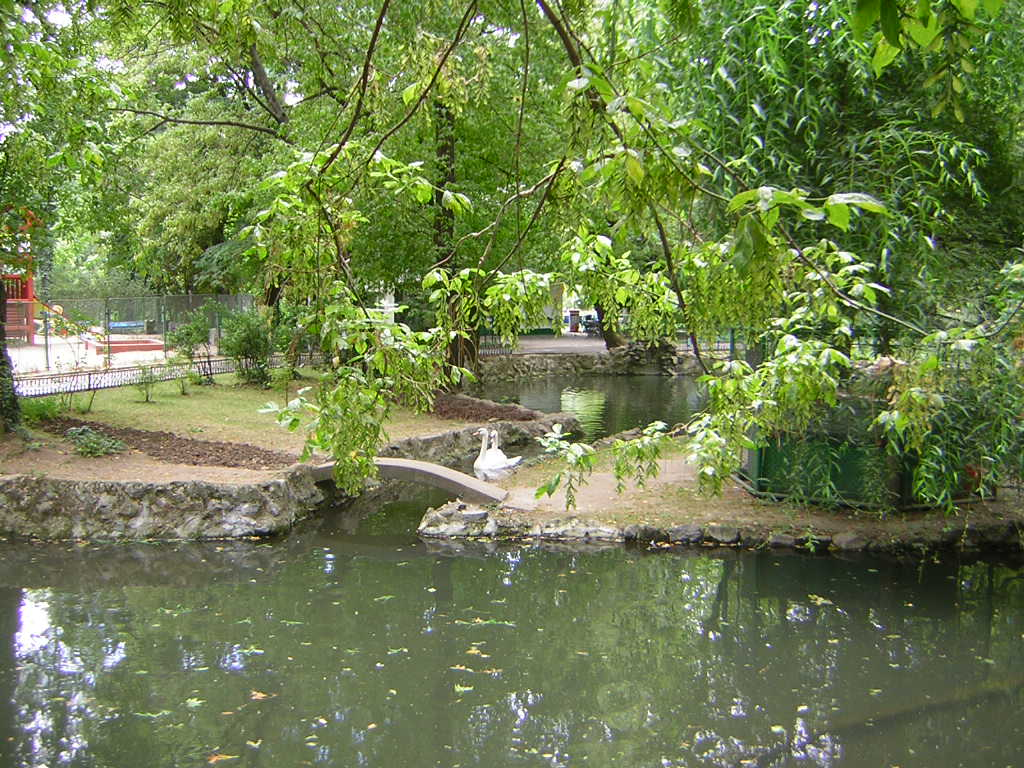